# Норриджвок (Мен)
Норриджвок (англ. Norridgewock) — місто (англ. town) в США, в окрузі Сомерсет штату Мен. Населення — 3278 осіб (2020).

## Демографія
Згідно з переписом 2010 року, у місті мешкало 3367 осіб у 1378 домогосподарствах у складі 984 родин. Було 1520 помешкань
Расовий склад населення:
| - 97,2 % — білих - 0,5 % — чорних або афроамериканців - 0,3 % — корінних американців - 0,2 % — азіатів |

До двох чи більше рас належало 1,6 %. Частка іспаномовних становила 0,5 % від усіх жителів.
За віковим діапазоном населення розподілялося таким чином: 22,3 % — особи молодші 18 років, 62,6 % — особи у віці 18—64 років, 15,1 % — особи у віці 65 років та старші. Медіана віку мешканця становила 42,7 року. На 100 осіб жіночої статі у місті припадало 100,2 чоловіків;  на 100 жінок у віці від 18 років та старших — 97,8 чоловіків також старших 18 років.
Середній дохід на одне домашнє господарство  становив 61 928 доларів США (медіана — 47 647), а середній дохід на одну сім'ю — 70 701 долар (медіана — 55 541). Медіана доходів становила 49 148 доларів для чоловіків та 33 196 доларів для жінок. За межею бідності перебувало 12,1 % осіб, у тому числі 14,5 % дітей у віці до 18 років та 11,0 % осіб у віці 65 років та старших.
Цивільне працевлаштоване населення становило 1591 особа. Основні галузі зайнятості: освіта, охорона здоров'я та соціальна допомога — 22,8 %, виробництво — 16,2 %, роздрібна торгівля — 13,1 %, будівництво — 11,6 %.